# Luehea cymulosa
Luehea cymulosa är en malvaväxtart som beskrevs av Richard Spruce och George Bentham. Luehea cymulosa ingår i släktet Luehea och familjen malvaväxter. Inga underarter finns listade i Catalogue of Life.